# Viktor Hemerka
Viktor Hemerka (4. srpna 1914 Pardubice – ?) byl český lední hokejista a fotbalový útočník. Pracoval jako slévač.

## Lední hokej
Nastupoval za LTC Pardubice.

## Fotbal
V nejvyšší soutěži hrál za SK Pardubice v ročníku 1942/43, aniž by skóroval.

### Prvoligová bilance
| Ročník          | Zápasy | Góly | Minuty | Klub         |
| --------------- | ------ | ---- | ------ | ------------ |
| I. liga 1942/43 | –      | 0    | –      | SK Pardubice |
| CELKEM I. LIGA  | –      | 0    | –      |              |